# Georg Lammers
Georg « Schorse » Lammers (né le 14 avril 1905 à Burhave et décédé le 17 mars 1987 à Butjadingen) est un athlète allemand spécialiste du sprint. Licencié au PSV Berlin, il mesurait 1,78 m pour 84 kg.

## Biographie

### Palmarès
| Date | Compétition           | Lieu      | Résultat | Épreuve    | Performance |
| ---- | --------------------- | --------- | -------- | ---------- | ----------- |
| 1928 | Jeux olympiques d'été | Amsterdam | 3e       | 100 mètres | 10 s 9      |
| 1928 | Jeux olympiques d'été | Amsterdam | 2e       | 4 × 100 m  | 41 s 2      |

### Records
| Épreuve    | Performance | Lieu | Date |
| ---------- | ----------- | ---- | ---- |
| 100 mètres | 10 s 4      |      | 1928 |